# 久萬高原町
久萬高原町（日语：／ Kumakōgen chō */?）是位於日本愛媛縣中部山區的町，地處一級河川仁淀川的上游區域，為縣內面積最大的行政區。西北邊以三坂峠與松山市相鄰，東北邊則以石鎚山與西條市相鄰，町內的村莊多分布在河谷沿岸。當地以林業和第三級產業為主，2022年久萬高原町的木材生產量佔全縣總生產量的44%。
四國八十八箇所中的第44號札所大寶寺，以及第45號札所岩屋寺即坐落於町内。

## 人口
| 久萬高原町人口分布圖 |                                                   |  |
| 久萬高原町與日本全國年齡別人口分布比較圖 （2005年資料） | 久萬高原町的年齡、男女別人口分布圖 （2005年資料） |  |
| ■紫色是久萬高原町 ■綠色是全国 | ■藍色是男性 ■紅色是女性                           |  |
| 久萬高原町人口變化 \| 1970年 \| 21,432人 \| \| \| 1975年 \| 18,014人 \| \| \| 1980年 \| 16,225人 \| \| \| 1985年 \| 14,760人 \| \| \| 1990年 \| 13,313人 \| \| \| 1995年 \| 12,781人 \| \| \| 2000年 \| 11,887人 \| \| \| 2005年 \| 10,946人 \| \| \| 2010年 \| 9,644人 \| \| \| 2015年 \| 8,447人 \| \| \| 2020年 \| 7,404人 \| \| |                                                   |  |
| 資料來源：日本總務省統計中心提供之人口普查數據 |                                                   |  |
| 1970年 | 21,432人                                          |  |
| 1975年 | 18,014人                                          |  |
| 1980年 | 16,225人                                          |  |
| 1985年 | 14,760人                                          |  |
| 1990年 | 13,313人                                          |  |
| 1995年 | 12,781人                                          |  |
| 2000年 | 11,887人                                          |  |
| 2005年 | 10,946人                                          |  |
| 2010年 | 9,644人                                           |  |
| 2015年 | 8,447人                                           |  |
| 2020年 | 7,404人                                           |  |

## 歷史
町内的上黑岩岩蔭遺址顯示當地自繩紋時代就有人類定居。久萬高原在江戶時代屬於松山藩，並且作為從松山通往高知的土佐街道沿途的宿場町而繁榮。
2004年合併前，在討論合併後新名稱時，原先在「久萬」和「高原」兩個名字進行討論，最終決定兩者皆採用，成為「久萬高原」。

### 年表
- 1889年12月15日：實施町村制，現在的轄區在當時分屬：上浮穴郡久萬町村、菅生村、明神村、川瀨村、父二峰村、弘形村、仕七川村、中津村、柳谷村、杣川村。
- 1900年8月20日：久萬町村改制並改名為久萬町。
- 1924年2月11日：菅生村被併入久萬町。
- 1934年1月1日：杣川村改名為面河村。
- 1943年9月1日：明神村被併入久萬町。
- 1955年3月31日：
  - 弘形村、仕七川村與中津村的部分地區合併為美川村。
  - 中津村的其餘地區被併入柳谷村。
- 1959年3月31日：川瀨村、久萬町、父二峰村和美川村的槇谷地區合併為新設置的久萬町。
- 2004年8月1日：久萬町、美川村、面河村、柳谷村合併為久萬高原町。[7]

### 變遷表
| 1889年4月1日             | 1889年 - 1926年          | 1926年 - 1954年           | 1955年 - 1989年            | 1989年 - 現在                 | 現在                          |
| ------------------------ | ------------------------ | ------------------------- | -------------------------- | ----------------------------- | ----------------------------- |
| 久萬町村                 | 1900年8月20日 久萬町     | 久萬町                    | 1959年3月31日 合併為久萬町 | 2004年8月1日 合併為久萬高原町 | 2004年8月1日 合併為久萬高原町 |
| 菅生村                   | 1924年2月11日 併入久萬町 | 久萬町                    | 1959年3月31日 合併為久萬町 | 2004年8月1日 合併為久萬高原町 | 2004年8月1日 合併為久萬高原町 |
| 明神村                   | 明神村                   | 1943年9月1日 併入久萬町   | 1959年3月31日 合併為久萬町 | 2004年8月1日 合併為久萬高原町 | 2004年8月1日 合併為久萬高原町 |
| 川瀨村                   |                          |                           | 1959年3月31日 合併為久萬町 | 2004年8月1日 合併為久萬高原町 | 2004年8月1日 合併為久萬高原町 |
| 父二峰村                 |                          |                           | 1959年3月31日 合併為久萬町 | 2004年8月1日 合併為久萬高原町 | 2004年8月1日 合併為久萬高原町 |
| 弘形村                   | 弘形村                   | 弘形村                    | 1955年3月31日 合併為美川村 | 2004年8月1日 合併為久萬高原町 | 2004年8月1日 合併為久萬高原町 |
| 仕七川村                 |                          |                           | 1955年3月31日 合併為美川村 | 2004年8月1日 合併為久萬高原町 | 2004年8月1日 合併為久萬高原町 |
| 中津村                   |                          |                           | 1955年3月31日 合併為美川村 | 2004年8月1日 合併為久萬高原町 | 2004年8月1日 合併為久萬高原町 |
| 1955年3月31日 併入柳谷村 |                          |                           |                            | 2004年8月1日 合併為久萬高原町 | 2004年8月1日 合併為久萬高原町 |
| 柳谷村                   |                          |                           |                            | 2004年8月1日 合併為久萬高原町 | 2004年8月1日 合併為久萬高原町 |
| 杣川村                   | 杣川村                   | 1934年1月1日 改名為面河村 | 1934年1月1日 改名為面河村  | 2004年8月1日 合併為久萬高原町 | 2004年8月1日 合併為久萬高原町 |

## 氣候
久萬高原町年均溫約為13.3℃，夏季凉爽且冬季寒冷多雪。當地也屬於常遭颱風侵襲的地帶。

## 交通
由於久萬高原町位於山區，沒有鐵路或高速道路通過轄區，需仰賴JR四國巴士、伊予鐵南予巴士、黑岩觀光等長途巴士往來周邊市區。

## 觀光
- 御三戶嶽（軍艦岩）
- 石鎚山
- 面河溪
- 大寶寺
- 御來光瀑布

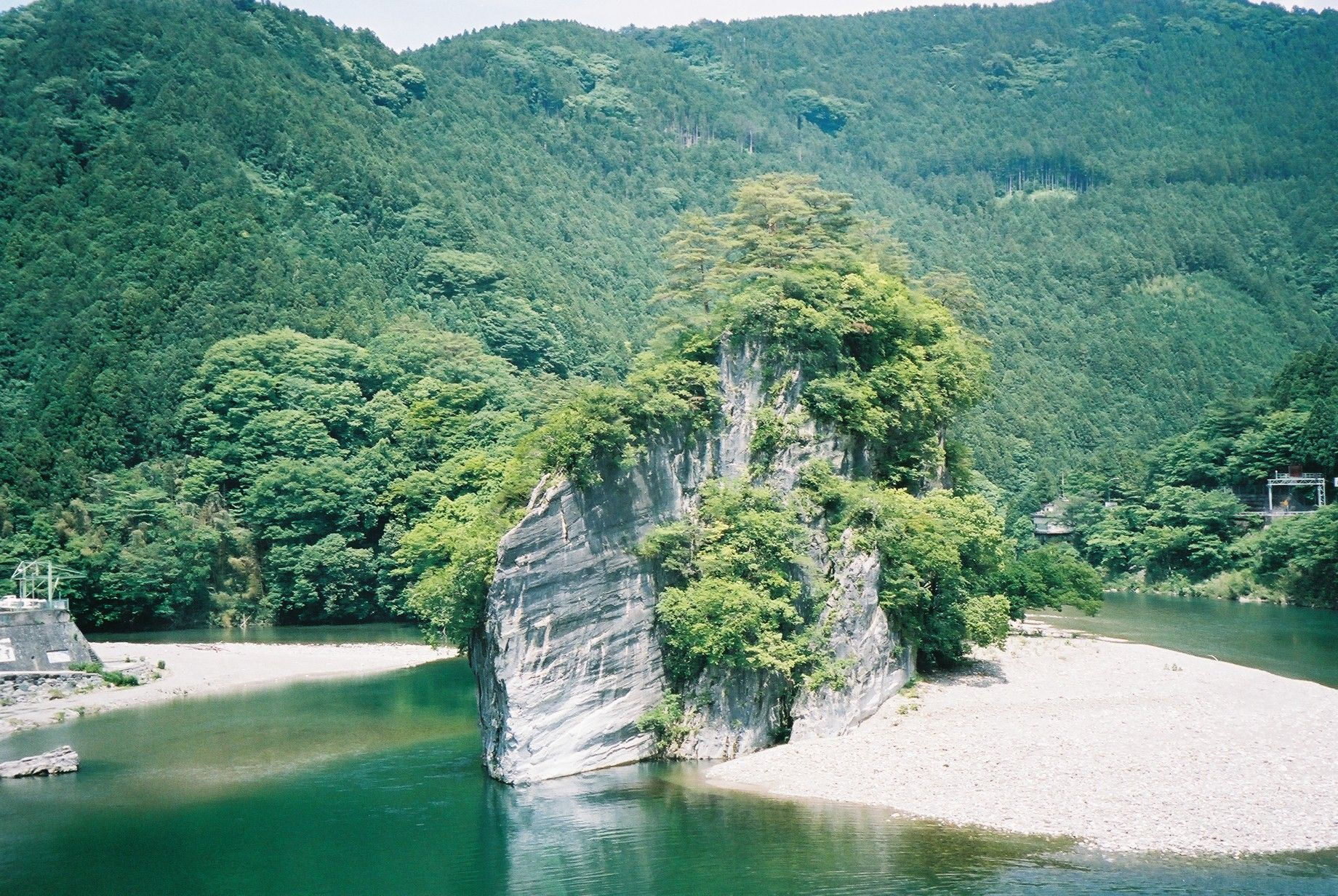
御三戶嶽
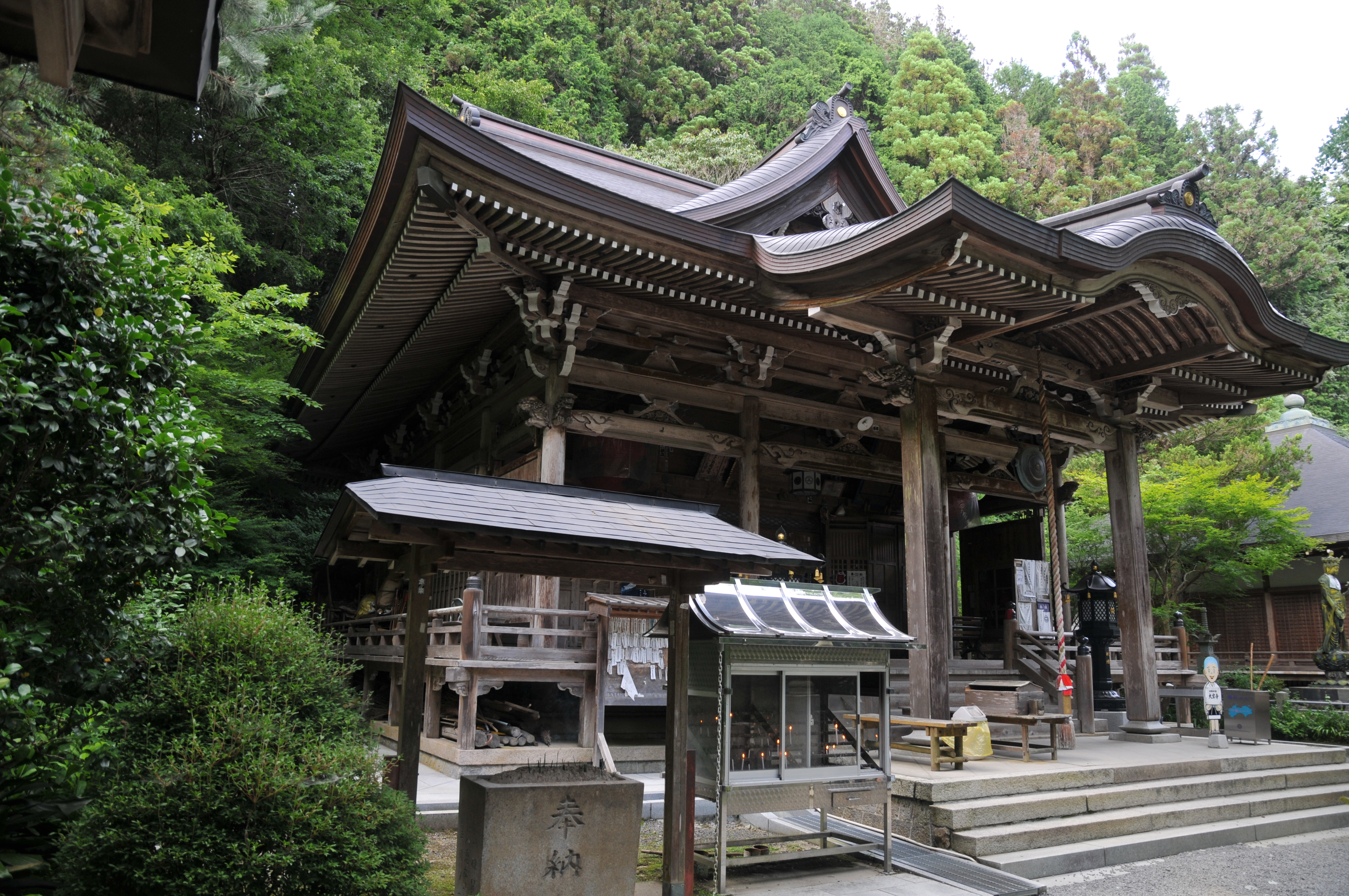
大寶寺本堂
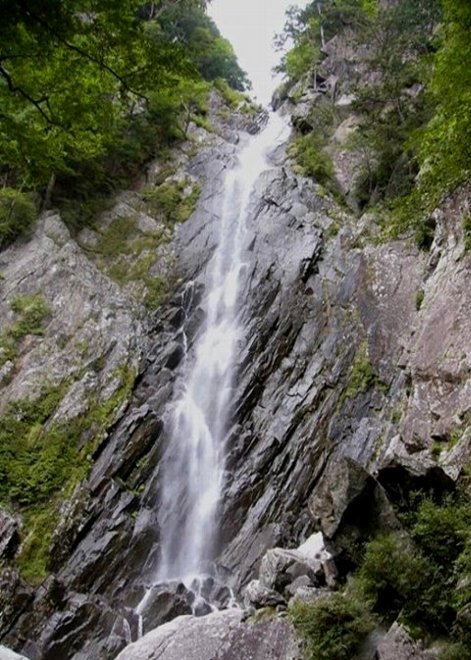
御來光瀑布

## 教育
高等學校
- 愛媛縣立上浮穴高等學校

## 本地出身之名人
- 藤岡弘、：演員、曾飾演假面騎士假面騎士一號
- 熊代聖人：職業棒球選手

## 外部連結
- （日語） 久萬高原町觀光協會 （页面存档备份，存于）